# 하계 패럴림픽
하계 패럴림픽(영어: Summer Paralympic Games)은 국제 종합 스포츠 경기 대회로 신체적인 불구가 있는 장애인들이 참가하는 행사이다. 이 장애인에는 팔다리가 절단되거나, 시각 장애인, 뇌성마비 환자도 포함된다. 패럴림픽은 4년마다 한 번씩 개최되며 국제 패럴림픽 위원회가 개최한다. 1904년부터 시작된 올림픽의 전통을 따라 각 종목마다 1위는 금메달을, 2위는 은메달을, 3위는 동메달을 수여한다.
미국, 영국, 오스트레일리아(호주), 일본, 네덜란드, 대한민국 등 여러 나라에서 하계 패럴림픽을 주최한 바가 있다. 2016년 하계 패럴림픽을 개최한 브라질 리우데자네이루는 남아메리카에서 최초로 하계 패럴림픽을 개최했다. 2020년 하계 패럴림픽을 개최한 일본 도쿄는 역대 최초로 하계 패럴림픽을 2번 개최한 도시가 되었다. 아르헨티나, 오스트레일리아, 오스트리아, 벨기에, 프랑스, 영국, 아일랜드, 이스라엘, 이탈리아, 네덜란드, 스위스, 미국 총 12개 국가가 하계 패럴림픽에 불참한 적이 없으며 그 중에서 오스트레일리아, 오스트리아, 프랑스, 영국, 이탈리아, 네덜란드, 그리고 미국 총 7개 국가는 하계 패럴림픽에서 최소 1개 이상의 금메달을 획득했다.
지금까지 개최된 하계 패럴림픽의 13회 대회 중 미국이 1964년, 1968년, 1976년, 1980년, 1984년, 1988년, 1992년, 1996년에서 총 8회 종합 1위를 차지하며 가장 많이 1위를 차지한 국가이며 중국이 2004년, 2008년, 2012년에서 종합 1위를 3번 차지하며 그 다음 횟수로 1위를 차지한 기록이 있다. 그 외 이탈리아(1972년), 서독(1972년), 그리고 오스트레일리아(2000년)가 각각 1회씩 종합 1위를 차지했다.

## 경기 종목
- 골볼
- 뇌성마비 7인제 축구
- 보치아
- 사격
- 사이클
- 수영
- 승마
- 시각 장애인 5인제 축구
- 양궁
- 역도
- 요트
- 유도
- 육상
- 조정
- 좌식 배구
- 탁구
- 파라카누
- 파라트라이애슬론
- 휠체어 농구
- 휠체어 럭비
- 휠체어 테니스
- 휠체어 펜싱

## 역대 개최지
|                      | 하계 패럴림픽 | 하계 패럴림픽  | 하계 패럴림픽  |
| -------------------- | ------------- | -------------- | -------------- |
| 연도                 | 회            | 도시           | 나라           |
| 1960년 하계 패럴림픽 | 1             | 로마           | 이탈리아       |
| 1964년 하계 패럴림픽 | 2             | 도쿄           | 일본           |
| 1968년 하계 패럴림픽 | 3             | 텔아비브       | 이스라엘       |
| 1972년 하계 패럴림픽 | 4             | 하이델베르크   | 독일           |
| 1976년 하계 패럴림픽 | 5             | 토론토         | 캐나다         |
| 1980년 하계 패럴림픽 | 6             | 아른험         | 네덜란드       |
| 1984년 하계 패럴림픽 | 7             | 뉴욕           | 미국           |
| 1984년 하계 패럴림픽 | 7             | 스토크맨더빌   | 영국           |
| 1988년 하계 패럴림픽 | 8             | 서울           | 대한민국       |
| 1992년 하계 패럴림픽 | 9             | 바르셀로나     | 스페인         |
| 1996년 하계 패럴림픽 | 10            | 애틀랜타       | 미국           |
| 2000년 하계 패럴림픽 | 11            | 시드니         | 오스트레일리아 |
| 2004년 하계 패럴림픽 | 12            | 아테네         | 그리스         |
| 2008년 하계 패럴림픽 | 13            | 베이징         | 중화인민공화국 |
| 2012년 하계 패럴림픽 | 14            | 런던           | 영국           |
| 2016년 하계 패럴림픽 | 15            | 리우데자네이루 | 브라질         |
| 2020년 하계 패럴림픽 | 16            | 도쿄           | 일본           |
| 2024년 하계 패럴림픽 | 17            | 파리           | 프랑스         |
| 2028년 하계 패럴림픽 | 18            | 로스앤젤레스   | 미국           |
| 2032년 하계 패럴림픽 | 19            | 브리즈번       | 오스트레일리아 |

## 같이 보기
- 패럴림픽
- 동계 패럴림픽